# Leslie Chabay

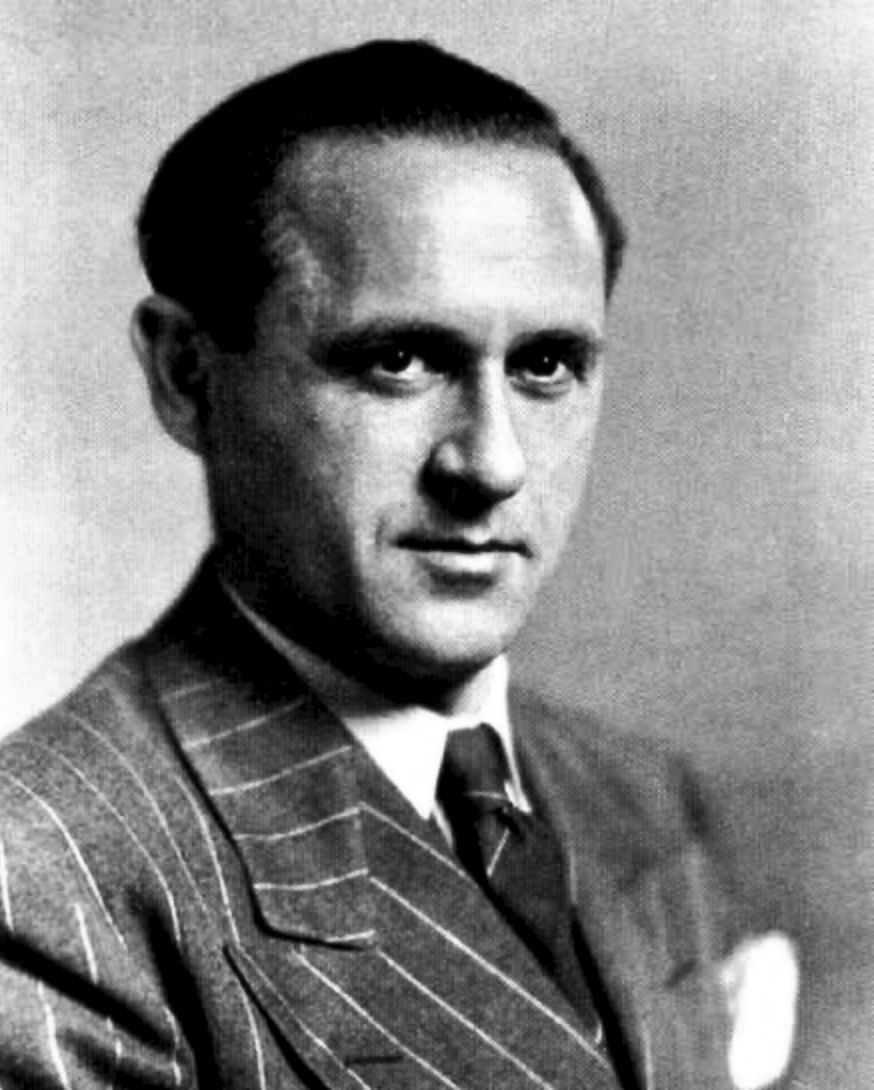
László Csabay etwa Ende der 1940er Jahre, nach Emigration: Leslie Chabay

Leslie Chabay (geboren als László Weinberger am 31. Dezember 1907 in Békéscsaba, Österreich-Ungarn, gestorben am 16. März 1989 in Sarasota, Florida, Vereinigte Staaten) war unter den Künstlernamen László Csabay (weitere Schreibweise: Czabay) und nach Emigration als Leslie Chabay ein Opern-, Konzert- und Oratoriensänger der Stimmlage Tenor, der beispielsweise an der Metropolitan Opera in New York City auftrat, und ein Hochschullehrer.

## Familie
Seine Eltern waren Salomon Weinberger und Szidónia Kohn.
Der von László Weinberger angenommene Name Csabay stellt eine Ableitung der Bezeichnung seines Geburtsortes dar, dessen historische Wurzeln in dem Dorf Csaba lagen.

## Leben
László Weinberger arbeitete zunächst als kaufmännischer Angestellter, erhielt dann jedoch an der Liszt Ferenc Zeneművészeti Egyetem (= Franz-Liszt-Musikakademie) in Budapest eine Gesangsausbildung durch Edwin Szamosi. Daran schlossen sich weitere Ausbildungsschritte bei dem Kammersänger Fritz Feinhals in München und dem italienischen Tenor Eduardo Garbin (1865–1943) in Mailand an. Sein erstes Engagement an der Deutschen Musikbühne, einer Wanderbühne, führte ihn in den Jahren 1932/33 durch Deutschland, Belgien und Estland. Zwischen 1933 und 1935 trat er am Deutschen Theater in Brünn auf, von 1935 bis 1938 an der Népopera (Volksoper) in Budapest. 1937/38 ging er mit der Salzburger Operngilde auf Tournee durch die Vereinigten Staaten und Kanada. Von 1938 bis 1942 war er in der Schweiz am Stadttheater Bern engagiert, von 1942 bis 1946 am Opernhaus Zürich. 1946 wurde er von der Metropolitan Opera in New York City engagiert, wo er bis 1951 insgesamt 42 Gesangsrollen übernahm. Daneben trat er 1947 in Pittsburgh und bis 1949 in Chicago, New Orleans und San Francisco auf.
Ab 1955 lehrte er Gesang an der Fakultät für Musik der Washington University in St. Louis, eine Tätigkeit, die ihm neben einer Professur den Vorsitz der Abteilung Gesang der Fakultät brachte. Er lehrte dort bis zu seiner Emeritierung im Jahr 1976. Während dieser Zeitspanne trat er in Deutschland, in den Niederlanden, im Vereinigten Königreich, in Kanada, in Mexiko, Indien, Japan, Israel und Ungarn auf, lehrte aber auch kurzzeitig Gesang an der Tōkyō Ongaku Daigaku in der japanischen Hauptstadt. Der Schauspieler Robert Guillaume war sein wohl bekanntester Gesangsschüler.
Nach dem Abschluss seiner aktiven Gesangskarriere lebte er in Sarasota im US-Bundesstaat Florida, wo er 81-jährig verstarb.